# Даниел Панку
Даниел Габриел Панку (на румънски: Daniel Gabriel Pancu) е румънски футболист, нападател. Роден е на 17 август 1977 г. в Яш, Румъния. Към 2010 г. играе за ПФК ЦСКА (София).

## Кариера
Панку е юноша на Политехника (Яш). Дебютира в Дивизия А през 1995 г. с Политехника. През зимата на 1996 г. преминава в Рапид (Букурещ) за 200 000 долара, най-високата сума плащана за футболист на Яш. След два сезона и половина преминава в италианския АС Чезена, в Серия Б, срещу 1 200 000 долара. След година Кесена отпада от Серия Б и Панку се завръща в Рапид срещу $800 000, където играе още два сезона. По време на втория си период в Рапид добива прякора „Ровалдо от Гюлещ“. През 2002 г. е закупен от Бешикташ по настояване на Мирча Луческу, за 2 250 000 долара. През зимата на сезон 2005/2006 г. се връща в Рапид под наем. През лятото на 2006 г. е закупен от Бурсаспор, но се завръща в Рапид през пролетта на 2008 г. През юли 2008 г. преминава в руския Терек (Грозни), когото напуска на 30 ноември 2009. На 11 декември 2009 г., е обявено за интерес от страна на ПФК ЦСКА (София) от българските медии. На 12 януари 2010 г. подписва договор за година и половина с ЦСКА.

## Международна кариера
Играе първия си мач за Румъния през 2001 г.; впоследствие става капитан на отбора за няколко мача.

## Успехи
- Рапид Букурещ
  - Шампион: (1) 1998 – 99
  - Купа на Румъния: (3) 1997 – 98, 2001 – 02, 2005 – 06
  - Суперкупа на Румъния: (2) 1999, 2002

- Бешикташ
  - Шампион: (1) 2002 – 03
  - Купа на Турция: (1) 2005 – 06